# Labidostomis longimana
Labidostomis longimana är en skalbaggsart som först beskrevs av Carl von Linné 1761.  Labidostomis longimana ingår i släktet Labidostomis, och familjen bladbaggar. Enligt den svenska rödlistan är arten nära hotad i Sverige. Arten förekommer i Götaland, Öland och Svealand. Artens livsmiljö är jordbrukslandskap, stadsmiljö.

## Bildgalleri

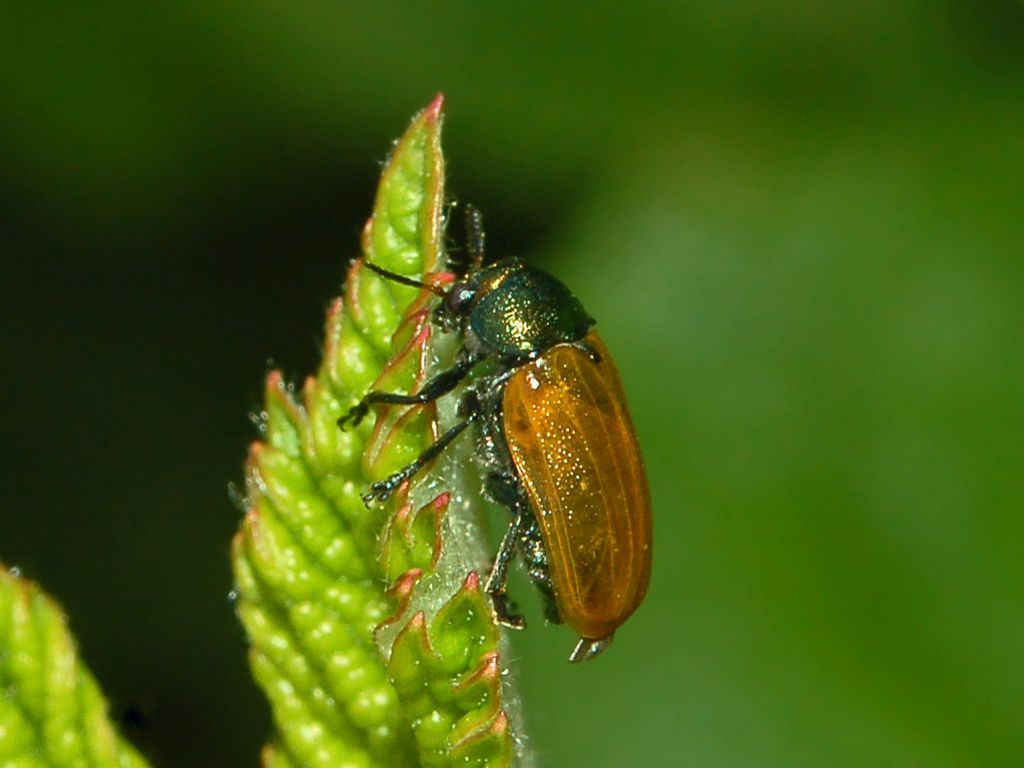